# 若獅子菊水杯王座
若獅子菊水杯王座（わかじしきくすいはいおうざ）は、新潟プロレスが管理、菊水酒造が認定していた王座。

## 歴史
2021年4月15日、キャリア4年以内の選手を対象にした王座として創設。11月7日、新潟プロレス新潟市産業振興センター大会で行われた初代王座決定トーナメントに優勝した加藤拓歩が初代王者になった。
2024年5月25日、菊水杯新潟ジュニアヘビー級王座の創設により封印。

## 歴代王者
| 歴代  | 選手     | 戴冠回数 | 防衛回数 | 獲得日付      | 獲得場所 （対戦相手・その他）   |
| ----- | -------- | -------- | -------- | ------------- | ------------------------------- |
| 初代  | 加藤拓歩 | 1        | 0        | 2021年11月7日 | 新潟市産業振興センター 鈴木敬喜 |
| 第2代 | 鈴木敬喜 | 1        | 7        | 2022年3月19日 | 黒埼市民会館 封印               |